# Laine Erik

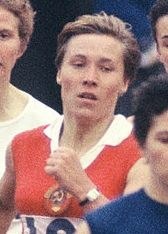
Laine Erik bei den Olympischen Spielen 1964

Laine Erik (verheiratete Kallas; * 21. April 1942 in Särevere, Türi; † 6. Oktober 2024) war eine sowjetische Mittelstreckenläuferin, die auf der 800-Meter-Distanz startete.

## Sportliche Laufbahn
1964 wurde sie bei den Olympischen Spielen in Tokio Sechste, 1967 siegte sie bei der Universiade, und 1968 erreichte sie bei den Olympischen Spielen in Mexiko-Stadt das Halbfinale.
1964, 1967 und 1968 wurde sie Sowjetische Meisterin. Ihre persönliche Bestzeit von 2:03,6 min stellte sie am 4. September 1967 in Kiew auf.
1967 und 1968 wurde sie in der Estnischen SSR zur Sportlerin des Jahres gekürt.